# Společný reportovací standard
Společný reportovací standard (CRS, Common Reporting Standard, též společný standard výkaznictví) má oficiální název Norma pro automatickou výměnu informací o finančních účtech (Standard for Automatic Exchange of Financial Account Information). 
Norma vznikla v rámci Organizace pro hospodářskou spolupráci a rozvoj (OECD). Právním základem je Úmluva o vzájemné správní pomoci v daňových záležitostech (angl. zkratka CMAA),
která v článku 6 vyžaduje, aby se příslušné orgány smluvních stran vzájemně dohodly na rozsahu automatické výměny informací a postupu, kterému má být vyhověno. Na CMAA tedy navazují dvě mnohostranné dohody s příslušnými orgány (anglicky Multilateral Competent Authority Agreement, MCAA) o této automatické výměně informací.
- CRS MCAA, Mnohostranná dohoda o automatické výměně informací o finančních účtech[3] a
- CbC MCAA, Mnohostranná dohoda s příslušným orgánem o výměně zpráv CbC.[2]

Proklamovaným cílem úmluvy CMAA je zabránit daňovým únikům prováděným s pomoci mezinárodních finančních transakcí. CRS k tomu poskytuje automatickou výměnu informací.
Na základě CRS jsou finanční a další instituce jako banky, investiční společnosti, depozitáře, makléři a pojišťovny povinny s náležitou péčí sbírat informace o svých klientech. Tyto informace pravidelně zasílají příslušné Finanční správě. Finanční správa předává informace členskému státu CRS, v němž je občan daňovým rezidentem.  
CRS MCAA se někdy neformálně označuje jako GATCA (globální verze americké dohody FATCA).
Společný standard obsahuje pravidla týkající se těchto oblastí:
- předávané informace, specifikované dohodou CRS MCAA (neplést s CMAA uvedenou výše),
- povinné osoby. Pravidla se neuplatní pouze u bank, ale i u dalších typů finančních institucí (makléři, subjekty kolektivního investování a pojišťovací společnosti).
- ovládající osoby. Oznamování budou podléhat účty držené fyzickými i právnickými osobami a společný standard zahrnuje požadavek na oznamování osob, které takové entity ovládají.[3]

Webové stránky OECD obsahují část zabývající se výměnou informací v oblasti daní a CRS (viz Externí odkazy níže). Zde je také přehled legislativy, kterou konkrétní státy přijaly pro účely implementace CRS.

## Mezinárodní spolupráce
K CRS se připojilo již 125 zemí (rok 2018). Automatická výměna finančních informací se tak postupně dostává na celosvětovou úroveň, kde bude zapojena většina zemí světa, včetně populárních offshore destinací, kterými se nyní provádí většina transakcí minimalizace daní. Nový systém předpokládá přenos všech relevantních informací mezi účastníky automaticky a systematicky.
Země, které odmítají bránit daňovým únikům, mohou být vystaveny ekonomickým sankcím. V prosinci 2017 schválila rada ministrů financí EU seznam 17 zemí, které mohou být v budoucnu těmto sankcím podrobeny. Jsou mezi nimi: Jižní Korea, Macao, Marshallovy ostrovy, Mongolsko, Namibie, Palau, Panama, Svatá Lucie, Samoa, Trinidad a Tobago, Tunisko, Spojené arabské emiráty, Americká Samoa, Bahrajn, Barbados, Grenada a Guam.

## Česká republika
Úmluvu GATCA v České republice implementuje zákon 164/2013 Sb., o mezinárodní spolupráci při správě daní, CRS pak jeho přílohy. Zákon a jeho novely podrobně popisuje web Ministerstva financí.
Zákon je prováděn vyhláškou č. 74/2014 Sb., o stanovení druhů příjmu a majetku pro účely automatické výměny informací. Finanční informace o oznamovaných účtech zahrnují všechny kategorie investičních příjmů (tj. úrok, dividendy, příjmy z jistých pojistných smluv a obdobné příjmy), zůstatky účtů k 31.12. a tržby z prodeje finančních aktiv.
Účty určené vyhláškou 26/2019 Sb. (penzijní připojištění se státním příspěvkem) jsou z oznamování vyňaty.
Bankovní účty jsou rozděleny na ty s vyšší a s nižší hodnotou - hranicí je 1 mil. USD. V případě účtů s nižší hodnotou jsou uvedeny indicie, při kterých musí banka o účtu také podávat zprávy.
Oznamují se informace podle MCAA a také zrušení účtu v průběhu kalendářního roku. Hlášeny jsou také nezdokumentované účty.
Klient musí informaci o svém daňovém rezidentství podat v souvislosti s otevřením účtu. Finanční instituce musí své klienty při předávání informací do zahraničí o této skutečnosti informovat.
Podle zákona Ministerstvo financí zveřejňuje na svých internetových stránkách seznam smluvních států, které přistoupily k dohodě CMAA, a seznam rozhodných dnů podle § 13g zákona.